# Montagnana
Montagnana es un municipio italiano de 9.120 habitantes de la provincia de Padua (región del Véneto).
Además de por su extraordinario conjunto fortificado, la ciudad se aprecia por su tejido urbano, hecho de calles y edificios erigidos durante el renacimiento y, en parte, durante el auge económico del siglo XIX.
Sobre la gran plaza central, destaca el Duomo (Catedral, 1431-1502), de imponentes formas tardo-góticas con añadidos renacentistas. en el interior se puede admirar una Transfiguración, obra de Pablo Veronés y una gran tela votiva de destacado valor documental reproduciendo la batalla de Lepanto (1571), entre otras obras de arte.
En las afueras del núcleo de población se encuentra la Villa Pisani, una de las obras maestras de Andrea Palladio. Se trata de una de las villas palladianas declaradas Patrimonio de la Humanidad por la Unesco.
Otros monumentos destacados son las murallas, la llamada Rocca degli Alberi y el castillo de san Zenón.
En 1885 fue la cuna de dos célebres tenores: Giovanni Martinelli y Aureliano Pertile.

## Evolución demográfica
| Gráfica de evolución demográfica de Montagnana entre 1861 y 2011 |
|                                                                  |
| Fuente ISTAT - elaboración gráfica de Wikipedia                  |

## Breve Historia
Se han encontrado pruebas que la zona ha estado habitada desde, al menos, el siglo III a. C., de acuerdo a excavaciones arqueológicas realizadas en la zona. La primera referencia a un asentamiento estable en la zona es de la época romana en el siglo III d. C., donde se le daba el nombre de Motta Æniana.
Fue incendiada en marzo de 1242 por Ezzelino III da Romano, luego gobernándola éste cuando se asentó en Padua.

## Nota
1. ↑  Worldpostalcodes.org, código postal n.º 35044.
2. ↑  «Codici Catastali». Comuni-italiani.it (en italiano). Consultado el 29 de abril de 2017.
3. ↑  Fuente: ISTAT - Balance demográfico a fecha 31/12/2016 .
4. ↑  «Montagnana nell'antichità». Comune di Montagnana. Archivado desde el original el 18 de julio de 2012. Consultado el 20 de enero de 2013.
5. ↑  «Montagnana: la Storia». il Marescalco.